# 魏枝叶
魏枝叶（？—？），清朝康熙年间，云南师宗州（今云南师宗）的一个秀才的儿子。康熙四十五年（1706年）九月，昆明人李天极冒入广通县县学，与临安府（今云南建水）的生员朱六非伪造符谶，称魏枝叶是永历帝的孙子，称文兴年号，被贝和诺擒获。